# Juliusz Jaśkiewicz
Juliusz Jaśkiewicz (ur. 10 maja 1916 w Radomiu, zm. 24 listopada 1991 w Warszawie) – polski architekt, profesor nadzwyczajny Politechniki Warszawskiej.

## Życiorys
W 1948 ukończył studia Wydziale Architektury Politechniki Warszawskiej, następnie wyjechał do Związku Radzieckiego, gdzie w Moskiewskim Instytucie Architektury uzyskał tytuł kandydata nauk (odpowiednik polskiego doktora). 
W 1982 uzyskał tytuł profesora nadzwyczajnego na Politechnice Warszawskiej. Juliusz Jaśkiewicz był pracownikiem naukowym w Instytucie Projektowania Architektonicznego Wydziału Architektury Politechniki Warszawskiej, przez wiele lat dziekan tego Wydziału. Członek oddziału warszawskiego SARP, w latach 1965–1967 sekretarz oddziału, w latach 1967–1969 członek zarządu.
Pochowany na cmentarzu Powązkowskim w Warszawie (kw. 146a, rząd 2, grób 24).

## Projekty
Konkursy, m.in.:
- na projekty szkicowe wnętrza stacji Metro w Warszawie (1953), współautorzy: Krystyna Bierut-Maminajszwili, Stanisław Tobolczyk. III nagroda (równorzędna) za projekt stacji "Plac Teatralny";
- na opracowanie projektu Rozgłośni Polskiego Radia w Warszawie (1958), współautorzy: Izabela Kunińska, Dagna Ostrowska, Tadeusz Niemunis. Wyróżnienie (równorzędne).

## Publikacje
- Układy modularne w kompozycji architektonicznej, Warszawa 1981.
- O metaforze w architekturze i innych sztukach pięknych, Warszawa 1991.

## Odznaczenia
- Złoty Krzyż Zasługi.